# Abborrtjärnen (Älvdalens socken, Dalarna, 679371-137386)
Abborrtjärnen är en sjö i Älvdalens kommun i Dalarna och ingår i Dalälvens huvudavrinningsområde. Sjön har en area på 0,112 kvadratkilometer och ligger 405,8 meter över havet.

## Delavrinningsområde
Abborrtjärnen ingår i det delavrinningsområde (679286-137365) som SMHI kallar för Ovan Mossabäck. Medelhöjden är 436 meter över havet och ytan är 10,62 kvadratkilometer. Räknas de 14 avrinningsområdena uppströms in blir den ackumulerade arean 164,72 kvadratkilometer. Vanån som avvattnar avrinningsområdet har biflödesordning 3, vilket innebär att vattnet flödar genom totalt 3 vattendrag innan det når havet efter 425 kilometer. Avrinningsområdet består mestadels av skog (71 procent) och sankmarker (25 procent). Avrinningsområdet har 0,11 kvadratkilometer vattenytor vilket ger det en sjöprocent på 1 procent.